# George Peppard
George Peppard jr. (Detroit, Michigan, 1 oktober 1928 – Los Angeles, Californië, 8 mei 1994) was een Amerikaanse film- en televisieacteur, filmregisseur en -producent. Hij is waarschijnlijk het bekendst vanwege zijn rol van Hannibal in de televisieserie The A-Team, hoewel hij ook een aanzienlijke filmcarrière achter de rug heeft. Zo speelde hij hoofdrollen in onder meer Breakfast at Tiffany's, The Blue Max, The Carpetbaggers en How the West Was Won. Voor zijn acteercarrière begon, was hij korte tijd nieuwslezer voor een lokaal radiostation in Pittsburgh.
Hij werd geboren als zoon van aannemer George Peppard en operazangeres Vernelle Rohrer.

## Carrière
George Peppard beschikte over acteertalent en werd gecast in actierollen. Na enige radio- en televisie-ervaring (met gastrollen in o.a. The United States Steel Hour, Alfred Hitchcock Presents en The Alcoa Hour), maakte Peppard in 1957 een speelfilmdebuut in het drama The Strange One.
Op Broadway debuteerde Peppard op 19 november 1956, in het stuk Girls of Summer. Peppard speelde tot 5 januari 1957 de rol van Mickey Argent. Tussen 22 oktober 1958 en 21 november 1959 speelde hij Roger Henderson in het stuk The Pleasure of His Company.
Eind jaren 50 bleef Peppard gastoptredens doen in toentertijd bekende televisieshows en -series. Voorbeelden hiervan zijn Studio One, Hallmark Hall of Fame en Matinee Theatre. Ook had hij in 1959 een rol in de oorlogsfilm Pork Chop Hill, met Gregory Peck in de hoofdrol.
Peppard begon op te vallen na zijn rol als de buitenechtelijke zoon van Robert Mitchum in de film Home from the Hill uit 1960. Hij begon zich meer en meer te manifesteren als de leading man. Zijn rol als Leo Percipied in de beatnikfilm The Subterraneans is een voorbeeld. Ook had men voor Peppard de rol van Vin in gedachten, in The Magnificent Seven, maar uiteindelijk ging de rol naar Steve McQueen.
Een bekende rol was die van schrijver Paul ‘Fred’ Varjak in de romantische komedie Breakfast at Tiffany's. Hierin was Peppard te zien naast Audrey Hepburn. Door de studio's werd Peppard gezien als een veelbelovende jonge ster, en hij werd dan ook gecast in enkele grote blockbusters. Voorbeelden hiervan zijn How the West Was Won uit 1962 en The Victors uit 1963. In The Carpetbaggers uit 1964 had hij weer een hoofdrol. Ook zijn toekomstige tweede vrouw Helen Davies had een rol in deze film.
Midden jaren 60 speelde Peppard in grote producties als Operation Crossbow (1965) en The Third Day (1965). Hij bereikte de piek van zijn populariteit in de grimmige oorlogsfilm The Blue Max uit 1966. Hierin speelde Peppard een obsessief competitieve Duitse piloot tijdens de Eerste Wereldoorlog. In de tweede helft van de jaren 60 en begin jaren 70 leek Peppard de lat wat lager te leggen en verscheen hij in films van een meer gemiddeld niveau, de oorlogsfilm Tobruk (samen met Rock Hudson) uit 1967 uitgezonderd. Verder verscheen hij in westerns als Rough Night in Jericho (1967) en One More Train To Rob (1971). In 1970 speelde hij samen met Joan Collins in de thriller The Executioner.
Vanaf 1972 speelde Peppard ook in tv-producties. Tussen 1972 en 1974 was hij te zien in de zeventien afleveringen tellende televisieserie Banacek. Peppard speelde een stugge detective van Poolse afkomst. De serie zorgde ervoor dat de afnemende populariteit van Peppard weer even toenam. De filmrollen die Peppard aannam, werden echter in toenemende mate oninteressanter. Hij speelde vrijwel uitsluitend nog in televisiefilms. In 1975-1976 speelde hij nog wel mee in de televisieserie Doctor's Hospital, maar tegen het einde van het seizoen gaf Peppard aan te willen stoppen met zijn rol in de serie.
In 1977 verscheen Peppard in de sf-film Damnation Alley. In 1978 schreef, regisseerde en produceerde hij de film Five Days from Home, die begin 1979 uitkwam. Peppard speelde ook de hoofdrol. De film, over een vader die uit de gevangenis ontsnapt om zijn zieke zoon te bezoeken, werd geen groot succes. Peppard moest verhuizen naar een kleinere woning en genoegen nemen met minder. Hij stortte zich weer op goedkope televisiefilms als Torn Between Two Lovers (1979) en Crisis in Mid-Air (1979). Ook speelfilms als Contro 4 Bandiere (1979) en Battle Beyond the Stars uit 1980 werden geen successen.
Zijn optreden in het door Alan Ludden gepresenteerde spelprogramma Password Pluss in 1979 is befaamd. Peppard was een van de deelnemers, en begon een aanval tegen de NBC. Hij vond het vervelend dat men voor een gastoptreden een bepaald formulier, met allerlei regels en eisen, moest ondertekenen. Hij kreeg een gemengde reactie uit het publiek, terwijl de anders ludieke host Ludden zichtbaar geërgerd was.
Begin jaren 80 speelde Peppard bijrollen in speelfilms. Ook kreeg hij de rol van Blake Carrington in Dynasty, maar na een week filmen werd hij ontslagen vanwege creatieve meningsverschillen met de producers. Hij wist de rol van Hannibal Smith te bemachtigen in The A-Team, hoewel hij niet de eerste keuze was. Zo was onder meer James Coburn een van de gegadigden. Peppard had een slechte reputatie en daarom wilde de studio hem aanvankelijk niet. Tussen 1982 en 1986 werden van The A-Team 98 afleveringen gemaakt, die tussen 1983 en 1986 werden uitgezonden, met één te laat uitgezonden aflevering in maart 1987. Peppard zat er weer warmpjes bij. Hij had de rol ook echt nodig, want over de periode vóór hij de rol kreeg, zei hij in een interview: I was cold, cold as you can get. Toch was Peppard na afloop van de serie wel blij dat het afgelopen was. Hij vergeleek het succes van de serie met een op hol geslagen goederentrein die niet meer uit zichzelf kon stoppen.
Er ontstonden echter wel conflicten op de set. Peppard heeft ertoe bijgedragen dat Melinda Culea (Amy Allen) uit de show werd geschreven. Peppard vond dat de serie geen vrouwelijke hoofdrolspelers kon gebruiken. Culea wilde echter meer te doen hebben in de show, zoals wapens afvuren en actief deelnemen in gevechtsscènes. Later verscheen Marla Heasley in rol van Tawnia Baker, maar ook deze rol was geen lang leven beschoren. Ook met Mr. T waren er conflicten. Tijdens het filmen van de dubbelaflevering Judgement Day liep Mr. T kwaad weg van de set, om even later met een eisenlijst op de proppen te komen. Mr. T dreigde ontslagen te worden, en keerde terug op de set. Hij en Peppard spraken elkaar 16 weken niet en boodschappen werden doorgegeven via bijvoorbeeld Dirk Benedict of Dwight Schultz. Uiteindelijk werd alles tijdens het filmen van seizoen 5, mede dankzij Robert Vaughn, weer bijgelegd. Toch wilde zowel Mr. T als Peppard op het laatst niet meer werken na vijf uur 's middags. Daarom zijn in latere afleveringen veel meer scènes met Benedict en Schultz te zien.
Na zijn A-Team-tijd speelde hij nog in enkele films en televisiefilms. Noemenswaardig zijn de twee films uit de Man Against the Mob-reeks, waarvoor ook nog een derde ingepland was. Door de dood van Peppard bleef het bij twee delen. Verder speelde hij een rol in de oorlogsfilm Night of the Fox. Op 3 maart 1994 werd Peppards laatste televisieoptreden uitgezonden: een gastrol in de televisieserie Matlock. De betreffende aflevering was echter bedoeld als pilot voor een nieuwe serie. Door Peppards dood kwam dit nooit van de grond.
In januari en februari van 1992 speelde hij in het stuk The Lion in Winter. Ook onderging Peppard in februari 1992 een biopsie voor een kleine, kwaadaardige longtumor. Op 4 mei 1992 werd de tumor verwijderd.
Twee jaar later overleed hij op 65-jarige leeftijd in het UCLA Medical Center in Los Angeles aan de gevolgen van een longontsteking. Op 5 mei was hij opgenomen met ademhalingsproblemen. Peppard was onder behandeling voor longkanker. Door complicaties hierbij kreeg hij een longontsteking, waar hij uiteindelijk aan overleed. Zijn vijfde vrouw Laura, een bankier uit West Palm Beach, verzorgde hem de laatste 18 maanden van zijn leven.

## Prijzen
- 1960 – Winnaar Gouden Laurel Beste Nieuwe Mannelijke Persoonlijkheid.
- 1960 – Winnaar NBR-Award voor Beste Bijrol (Home from the Hill)
- 1961 – BAFTA-nominatie Meest Veelbelovende Nieuwkomer (Home from the Hill)
- 1965 – Derde plaats Gouden Laurel voor Best Mannelijk Dramatisch Optreden (The Carpetbaggers)
- 1967 – Vijfde plaats Gouden Laurel voor Best Mannelijk Dramatisch Optreden (The Blue Max)
- 1985 – Ster op de Hollywood Walk of Fame

## Persoonlijk
Na het overlijden van zijn vader in 1951 begon Peppard veel alcohol te drinken, maar in 1978 zwoer hij de alcohol geheel af. In 1992 stopte hij ook met roken.
Hij is vijf keer getrouwd geweest, op 30 januari 1954 trouwde hij voor het eerst, met Helen Davies. Dat huwelijk hield stand tot 1964. Het stel kreeg twee kinderen, Bradford (1955) en Julie (1956). Daarna was Peppard tussen 17 april 1966 en 28 februari 1972 getrouwd met de actrice Elizabeth Ashley. Met Ashley kreeg Peppard nog een kind: Christian (1968, later een gerespecteerd auteur). Tussen 30 januari 1975 en 26 oktober 1979 was Peppard getrouwd met actrice Sherry Boucher, die ook een rol had in Peppards productie Five Days from Home. Van 8 december 1984 tot 1986 was Peppard getrouwd met actrice Alexis Adams. Vanaf 10 september 1992 tot aan zijn dood was Peppard getrouwd met bankier Laura Taylor.
De laatste jaren van zijn leven heeft Peppard veel gedaan voor alcoholisten en daklozen. Ook speelde hij in diverse theaterstukken. Een van zijn grote hobby's was jagen.
Hij ligt begraven in een familiegraf op de Northview Cemetery te Dearborn, Michigan. Behalve zijn vrouw en kinderen liet hij ook drie kleinkinderen achter.

## Filmografie
- Matlock televisieserie – Max Morgan (Afl., The P.I., 1994)
- The Tigress (1992) – Sid Slaughter
- Night of the Fox (televisiefilm, 1990) – Kol. Harry Martineau/Max Vogel
- Man Against the Mob: The Chinatown Murders (televisiefilm, 1989) – Frank Doakey
- Silence Like Glass (1989) – Mr. Martin
- Man Against the Mob (televisiefilm, 1988) – Frank Doakey
- The A-Team televisieserie – Kolonel John ‘Hannibal’ Smith (97 afl., 1983-1986, aflevering Without Reservations werd verlaat uitgezonden in maart 1987)
- Tales of the Unexpected televisieserie – Sgt. Guedo (Afl., The Dirty Detail, 1984)
- Jugando con la muerte (1982) – McFadden
- Twilight Theater (televisiefilm, 1982) – Rol onbekend
- Your Ticket Is No Longer Valid (1981) – Jim Daley
- Race for the Yankee Zephyr (1981) – Theo Brown
- Battle Beyond the Stars (1980) – Cowboy
- Torn Between Two Lovers (televisiefilm, 1979) – Paul Rasmussen
- From Hell to Victory (1979) – Brett Rosson
- Crisis in Mid-air (televisiefilm, 1979) – Nick Culver
- Five Days from Home (1979) – T.M. Pryor (tevens regisseur en producent)
- Damnation Alley (1977) – Maj. Eugene Denton
- Doctors' Hospital televisieserie – Dr. Jake Goodwin (9 afl., 1975-1976)
- Guilty or Innocent: The Sam Sheppard Murder Case (televisiefilm, 1975) – Dr. Samuel Sheppard
- One Of Our Own (televisiefilm, 1975) – Dr. Jake Goodwin
- Newman's Law (1974) – Vince Newman
- Banacek televisieserie – Thomas Banacek (17 afl., 1972-1974, soms second unit director)
- The Groundstar Conspiracy (1972) – Tuxan
- The Bravos (televisiefilm, 1972) – Majoor John David Harkness
- One More Train to Rob (1971) – Harker Fleet
- Cannon for Cordoba (1970) – Kapt. Rod Douglas
- The Executioner (1970) – John Shay
- Pendulum (1969) – Kapt. Frank Matthews
- House of Cards (1968) – Reno Davis
- What's So Bad About Feeling Good? (1968) – Pete
- P.J. (1968) – P.J. Detweiler
- Rough Night in Jericho (1967) – Dolan
- Tobruk (1967) – Kapt. Kurt Bergman
- The Blue Max (1966) – Lt. Bruno Stachel
- The Third Day (1965) – Steve Mallory
- Operation Crossbow (1965) – Lt. John Curtis
- Bob Hope Presents the Chrysler Theatre televisieserie – Buddy Wren (Afl., The Game with Glass Pieces, 1964)
- The Carpetbaggers (1964) – Jonas Cord
- Hallmark Hall of Fame televisieserie – Dennis Walsh (Afl., Little Moon of Alban, 1964)
- The Victors (1963) – Korporaal Chase
- How the West Was Won (1962) – Zeb Rawlings
- Breakfast at Tiffany's (1961) – Paul 'Fred' Varjak
- The Subterraneans (1960) – Leo Percepied
- Startime televisieserie – Pat Lawrence (Afl., Incident at a Corner, 1960)
- Home from the Hill (1960) – Raphael 'Rafe' Copley
- Pork Chop Hill (1959) – Korporaal Chuck Fedderson
- Matinee Theatre televisieserie – Rol onbekend (Afl., Aftermath, 1957|End of the Robe, 1958)
- Suspicion televisieserie – Lee (Afl., The Eye of Truth, 1958)
- Alfred Hitchcock Presents televisieserie – Evan Wallace (Afl., The Diplomatic Corpse, 1957)
- Kraft Television Theatre televisieserie – Rol onbekend (Afl., Flying Object at Thre 'O Clock High, 1956|The Long Flight, 1957)
- The Strange One (1957) – Cadet Robert Marquales
- The Alcoa Hour televisieserie – Eddie Pierce (Afl., The Big Build-Up, 1957)
- Studio One televisieserie – Rol onbekend (Afl., A Walk in the Forrest, 1957)
- The United States Steel Hour televisieserie – Piney Woods (Afl., Bang the Drum Slowly, 1956)

## Andere tv-optredens (als zichzelf)
- Audrey Hepburn Remembered (televisiefilm, 1993)
- Movie Memories with Debbie Reynolds televisieserie (1991-1992)
- The 47th Annual Golden Globe Awards (Televisiefilm, 1990)
- We the People 200: The Constitutional Gala (Televisiefilm, 1987)
- All Star Party for Clint Eastwood (Televisiefilm, 1986)
- The NBC All Star Hour (Televisiefilm, 1985)
- Some You Win Televisieserie (Aflevering 1.4, 1984)
- Dean Martin Celebrity Roast: Mr. T (televisiefilm, 1984)
- The NBC All Star Hour (Televisiefilm, 1983)
- Kazantzakis (Televisiefilm, 1983)
- CHiPs televisieserie (Afl., The Great 5K Star Race and Boulder Wrap Party: Part 2, 1980, niet op aftiteling|Roller Disco: Part 2, 1979)
- An Almost Perfect Affair (1979, niet op aftiteling)
- The Alan Hamel Show Televisieserie – Zichzelf (Aflevering 4 april 1979)
- The Tonight Show Starring Johnny Carson televisieserie (Aflevering 27 juni 1972|4 april 1975|2 mei 1975
- The 24th Annual Prime Time Emmy Awards (Televisiefilm, 1972)
- The Movie Game televisieserie (Aflevering 23 februari 1970|11 oktober 1971)
- Rowan & Martin at the Movies (1968)
- The 38th Annual Academy Awards (televisiefilm, 1966) – Presentator Oscar voor Beste Script

## Archiefbeelden
- Not Quite Hollywood: The Wild, Untold Story of Ozploitation! (2008)
- La tele de tu vida Televisieserie – Col. John ‘Hannibal’ Smith (Aflevering 1.4, 2007)
- Bring Back...The A-Team (Televisiefilm, 2006) – Col. John ‘Hannibal’ Smith
- Breakfast at Tiffany's: The Making of a Classic (dvd, 2006) – Paul ‘Fred’ Varjak (Niet op aftiteling)
- VM Show Vol. 2 Televisieserie – Paul 'Fred' Varjak (Aflevering 1.5, 2005)
- The Making of ‘How the West Was Won’ (Televisiefilm, 1998) – Zichzelf
- The Best of Hollywood (Televisiefilm, 1998) – Zichzelf – Interview
- The 67th Annual Academy Awards (Televisiefilm, 1995) – Zichzelf (In memoriam)